# Amelia Adamo
Amelia Anna Valeria Adamo, ursprungligen Mucci, född  24 februari 1947 i Rom i Italien, är en svensk chefredaktör och journalist. Hon har varit en viktig medieentreprenör, med grundanden av tidningar som Amelia, Tara och M-magasin samt viktig förnyare på Aftonbladet. Både 1986 och 2003 belönades hon med Stora journalistpriset.

## Biografi
Amelia Adamo är dotter till städerskan Elda Adamo, född Mucci (1923–2016). Hennes far Alvaro var son i huset där modern arbetade. Tillsammans med sin mor kom Amelia Adamo till Sverige 1947, när hon var nio månader gammal. Tills hon fyllde sex år följde hon med sin mor som arbetade som hembiträde i Sverige, i Bromma.
Den 6 februari 1954 gifte sig Adamos mor med fabriksarbetaren Oscar Adamo (1926–2005), och Amelia fick styvfaderns efternamn. Efter giftermålet sattes Adamo i klosterskola i Nacka i fyra år. Från femte klass gick hon i svensk skola i Solberga söder om Stockholm.

### Karriär
År 1974 blev hon filosofie kandidat, 1975 reporter på Svensk Damtidning, reporter på Husmodern 1979 och redaktionschef på Veckorevyn 1981–1983. Hon var 1984–1991 featurechef på Aftonbladet och profilerade tidningens söndagsbilaga med mode- sex- och samlevnadsmaterial. 1991–1994 var hon chefredaktör för VeckoRevyn som hade haft svåra motgångar, men som under Adamo åter blev en storsäljare. År 1994 var hon förlagschef på Ungförlaget.
Mest känd är hon från det Bonnierägda magasinet Amelia som hon startade 1995 och som uppkallats efter henne; hon var tidningens chefredaktör fram till 2005. 1995 år blev hon publicistisk chef och vice verkställande direktör för Bonniers Veckotidningar. År 2002 blev hon utsedd till gästprofessor vid JMG i Göteborg, trots att delar av studentkåren inte ansåg att hon inte var en "riktig" journalist.
Hon startade även tidningen Tara 2000, och skapade M-magasin 2006, en 50+-tidning. Adamo har medverkat i antologin Till alla mammor: 16 kända kvinnor skriver om mammarollen  (1997) och boken "Sex, systerskap och några män senare" (2010).
Adamo syns ofta i den offentliga debatten där hon gärna tar ställning i olika frågor. Hon har bland annat kallat 80-talisterna lata och bortskämda, kallat barn för ...egensinniga, egenmäktiga och självcentrerade... samt varit ambassadör för Earth Hour. I samma anda grundade hon år 2006 den så kallade Mappie-galan där priser delas ut till "Mogna Attraktiva Pionjärer". 2001 syntes hon i bikini på affischen till Göteborg Film Festival, efter att den ansvariga affischmakaren Marianne Lindberg De Geer lejt ut omslagsskapandet till högstbjudande.
Sedan november 2018 är Amelia Adamo, tillsammans med Ara Mustafa, programledare för podden Fattig eller rik på EFN Ekonomikanalen.

### Privatliv
Hon har två söner med Lars C . G. Ericsson, som hon gifte sig med 1982. Efter sin makes död i cancer blev hon 1985 sambo med Thorbjörn Larsson. De gifte sig senare, men separerade 2009.

## Erkännande och i medier
Adamo är flerfaldigt belönad med olika prestigefyllda priser och hade familjen Hjörnes gästsprofessur i journalistik, på JMG institutionen, Göteborg under tiden 2002–2003. Adamo utsågs 1988 till Årets förvillare av föreningen Vetenskap och Folkbildning med motiveringen "för den okritiska journalistiken i Aftonbladets söndags- och hälsobilagor". Hon har varit sommarvärd i Sveriges Radio P1 fyra gånger: 1986, 1987, 2008 och 2021.
2022 sände SVT den två avsnitt långa dokumentärserien Le och leverera, med Adamo som ämne.
| År   | Pris                   | Kategori                            | Resultat  |
| ---- | ---------------------- | ----------------------------------- | --------- |
| 1986 | Stora journalistpriset | Dagspress                           | Vann      |
| 1997 | Chefgalan              | Årets chef                          | Vann      |
| 1997 | Föreningsbanken        | Årets ekonomikvinna                 | Vann      |
| 2003 | Stora journalistpriset | Lukas Bonniers Stora journalistpris | Vann      |
| 2006 | Stora journalistpriset | Årets förnyare                      | Nominerad |
| 2007 | Stockholms stad        | S:t Eriksmedaljen                   | Vann      |
| 2017 | Chefgalan              | Årets hederspris                    | Vann      |